# Dividenden (Walzer)
Dividenden ist ein Walzer von Johann Strauss Sohn (op. 252). Das Werk wurde am 15. Januar 1861 im Dianabad-Saal in Wien erstmals aufgeführt.